# Germania de Sud

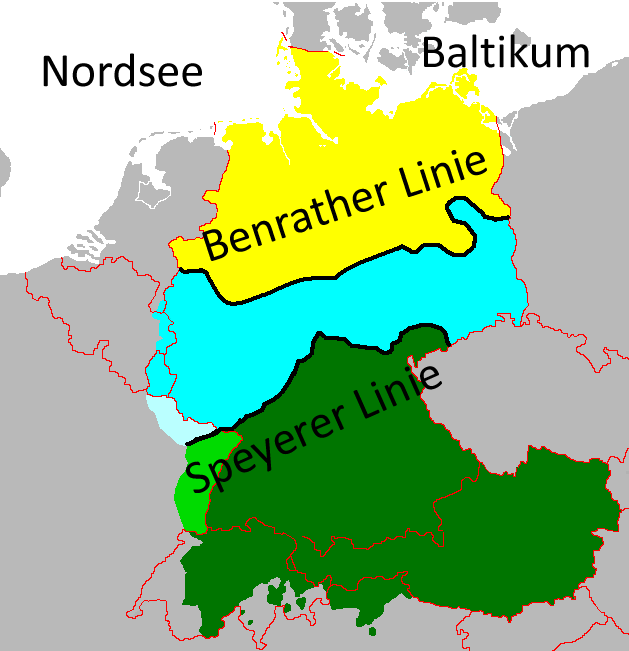
Germania de Sud (verde)
Germania Centrală (albastru)
Germania de Nord (galben)

Germania de Sud nu este un teritoriu bine delimitat, el cuprinde landurile Baden-Württemberg, Bavaria, sudul landurilor Hessa, Saarland și regiunii Pfalz.
Landurile  Saarland, Rheinland-Pfalz, Baden-Württemberg și sudul lui Hessa aparțin în același timp de Germania de Sud-Vest. Unii consideră granița de nord a Germaniei de Sud ar fi cursul lui Main, sau lanțul munților Taunus.